# Phanerotoma subexigua
Phanerotoma subexigua är en stekelart som beskrevs av Herbert Zettel 1991. Phanerotoma subexigua ingår i släktet Phanerotoma och familjen bracksteklar. Inga underarter finns listade i Catalogue of Life.